# David Kilgour
David Kilgour (Ranfurly, ...) è un musicista neozelandese che, oltre a essere egli stesso uno dei musicisti più importanti della musica pop della Nuova Zelanda, è il fondatore, col fratello Hamish, dei The Clean, un gruppo che divenne una delle band più popolari e influenti della NZ.

## Biografia
Kilgour è il figlio di McGregor Kilgour e Helen Stewart Auld Kilgour. Studiò alla Otago Boys High School dal 1974 al 1976. A circa 14 anni comprò una chitarra acustica e, quando conobbe la musica punk, si interesso al genere; suo fratello Hamish comprò una chitarra elettrica che poi usò anche lui e, intorno al 1977, insieme formarono una band, The Clean, con Peter Gutteridge, un suo compagno di scuola. Alcuni suoi amici avevano già formato una band chiamata Enemy, che furono di ispirazione a tutto il movimento. Il gruppo si sciolse nel 1982 senza aver pubblicato un album vero e proprio ma solo alcuni singoli e qualche raccolta; con il fratello Hamish e con Peter Gutteridge e Ross Humphries, nel 1983 fondò il gruppo The Great Unwashed, una versione più sperimentale dei Clean che pubblicò un LP nel 1983 e un EP nel 1984. David iniziò quindi a formare e suonare con altre band come gli Stephen con il quale pubblicò un EP nel 1988 ma il progetto venne abbandonato quando lo stesso anno si decise di riformare i Clean inizialmente per uno spettacolo a Londra e, grazie alla pubblicazione negli USA della raccolta Compilation e alla diffusione nelle radio dei college che la scoprirono, nel 1989 venne prodotto il primo album dei Clean, Vehicle, pubblicato nel 1990 sia in Nuova Zelanda che in Europa e negli USA.
Durante gli anni novanta alternò i suoi impegni con i CLean a progetti solisti esordendo nel 1991 con un suo primo album solista, Here Come The Cars, che ricevette molti consensi dalla critica; nel 1994 venne pubblicato un nuovo album dei Clean, Modern Rock, e un secondo album solista, Sugar Mouth, seguito nel 1995 da una compilation, First Steps e False Alarms, una raccolta di registrazioni e demo realizzato tra la fine degli anni ottanta e l'inizio degli anni novanta. Nel 1996 seguì un nuovo album dei Clean, Unknown Country, e, nel 1997 un nuovo album a nome suo, David Kilgour & The Heavy Eights, che il critico Piero Scaruffi ritiene quello più vicino ai capolavori dei primi Clean; l'album venne realizzato con la collaborazione di altri musicisti di Dunedin come Martin Phillipps dei The Chills.
Durante gli anni dieci del XXI secolo ha alternato la sua attività da solista con quella alla guida dei Clean che, alla fine del 2000, dopo una pausa di quattro anni, vennero riformati per registrare un nuovo album, Getaway. Nello stesso anno, ha pubblicato il suo quarto LP solista, A Feather in the Engine seguito, nel 2004, da Frozen Orange, pubblicato dalla Arch Hill Recordings in Nuova Zelanda e dalla Merge Records negli USA. L'album venne registrato a Nashville con membri di Lambchop e Jason Loewenstein di Sebadoh, insieme alla sua band di lunga data, i The Heavy Eights, composta da Taane Tokona, Alan Haig, Tony De Raad e Thomas Bell. L'album segnò anche la prima registrazione che Kilgour non si produsse da solo, compito lasciato a Mark Nevers.
Pubblica il suo sesto album solista, The Far Now, nel 2007, album registrato a Dunedin, con la sua band di supporto, The Heavy Eights. La registrazione dell'album è stata divisa in due parti, con alcune canzoni nell'inverno 2004 al Tinshed, e il resto tra il 2005 e il 2006 allo Studio One.
Nel 2009 ha realizzato un ultimo album coi Clean,Mister Pop.
Nel secondo decennio del XXI secolo continua regolarmente la sua attività con i The Heavy Eights, pubblicando con i The Heavy Eights altri quattro album. Nel 2014 i Clean si riformarono per un tour negli USA.

## Discografia

### Solista
Album
- 1989 - David (in formato audiocassette)
- 1991 - Here Come the Cars
- 1994 - Sugar Mouth[5]
- 1995 - First Steps & False Alarms (The Best of the Worst - Home Demo's of Demo's)
- 2001 - A Feather in the Engine
- 2004 - Frozen Orange
- 2006 - The Far Now
- 2008 - Falling Debris (con Sam Hunt)[9][10][11]

Singoli
- 1991 - You Forget
- 1994 - Spiritual Gas Station

EP
- 2002 - Cracks In The Sidewalk

### comeDavid Kilgour & Heavy Eights
Album
- 1997 - David Kilgour & Heavy Eights
- 2011 - Left by Soft
- 2014 - End Times Undone
- 2015 - The 9th (con Sam Hunt)
- 2019 - Bobbie's a Girl

Singoli
- 2013 - Christopher Columbus

### conStephen
- 1988 - Dumb (EP)
- 1993 - Radar of Small Dogs (Compilation)

### conThe Clean
- Vedi discografia

### conPop Art Toasters
- 1994 - Pop Art Toaster

### conThe Great Unwashed
- 1983 - Clean Out of Our Minds
- 1988 - Odditties 2
- 1984 - Singles
- 1992 - Collection

## Onorificenze
- Nel 2001 è stato nominato membro dell'Ordine al merito della Nuova Zelanda, per servizi alla musica.[12]